# Соната для фортепиано № 7 (Бетховен)
Соната для фортепиано № 7 ре мажор, опус 10 № 3, была написана Бетховеном в 1796—1798 годах и, вместе с сонатами № 5 и № 6, входящими в опус, посвящена графине Анне Маргарете фон Броун (1769–1803). В этой сонате Бетховен отходит от лаконичности предыдущих сонат опуса и вновь возвращается к четырёхчастности. Творческий поиск композитора продолжается — содержание сонаты отличает большое разнообразие образов, но в то-же время в ней явственнее выделяются и противоречия. По мнению Ленца соната № 7 является «наиболее симфонической» сонатой Бетховена. Ромен Роллан также отмечает, что характерная для этой сонаты:
...недостаточная органическая последовательность...зависит от разнообразия впечатлений художника, который еще не помышляет объединить их в своем произведении.

## Структура
Соната для фортепиано № 7 Бетховена состоит из четырёх частей: 1) Presto, 2) Largo e mesto, 3) Allegro, 4) Rondo, Allegro.
Первая часть сонаты Presto, D-dur, состоит из не сильно контрастирующих тем, которые органично и естественно следуют друг за другом.
Вторая часть сонаты Largo е mesto, d-moll, относится к одним из самых содержательных произведений композитора. Эмоциональная составляющая второй части сонаты настолько сильна, что редко встречается даже в других произведениях Бетховена. По словам Шиндлера, сам композитор определял её содержание, как душевное состояние меланхолика. В. Нагель проводит связь, между музыкой Largo и первыми признаками осложнений со слухом у композитора, Ленц — со смертью матери. Largo седьмой сонаты очень нравилось Максиму Горькому среди всех ранних сонат Бетховена. Ромен Роллан так отзывается об этом произведении:
...Там уже весь Бетховен. Какая зрелость души!... Скорбь, выраженная там, настолько полна силы и законов своей судьбы, что она уже не кажется признанием одного человека... Личная скорбь здесь делается общим достоянием. И элегия человека благодаря своей полноте возвышается до эпопеи народа или эпохи... Целая огромная трагедия, сущность которой — душа народа, воплощенная в его корифее.
Третья часть сонаты Allegro, D-dur, менуэтом уводит слушателя от печальных интонаций Largo.
В четвёртой части сонаты Rondo, Allegro, D-dur, вновь возникает череда быстро сменяющих друг друга образов. По выражению Ленца Rondo седьмой сонаты «самая экстравагантная пьеса» и даже «чудовищная импровизация» Бетховена. Вероятно, этот калейдоскоп тем объясняется стремлением композитора к целостности сонаты и написанию финала, гармонировавшего бы с первой частью произведения.